# Zielonka (Teresin)
Zielonka – dawna osada, obecnie obręb ewidncyjny wsi Teresin w Polsce, położoy w województwie mazowieckim, w powiecie sochaczewskim, w gminie Teresin.
Rozpościera się wzdłuż ulicy Szymanowskiej na południowy zachód od centrum wsi.
W 1933 roku Zielonka, Gaj i Teresin utworzyły gromadę Gaj w gminie Szymanów w powiecie sochaczewskim. Podczas II wojny światowej oraz po wojnie Zielonka już stanowiła odrębną gromadę Zielonka w gminie Szymanów, liczącą w 1943 roku 428 mieszkańców.
W latach 1975–1998 osada administracyjnie należała do województwa skierniewickiego.